# Kathedrale Herz Jesu (Kirkuk)
Die Kathedrale des Heiligsten Herzens Jesu oder Herz-Jesu-Kathedrale (arabisch كاتدرائية القلب الأقدس oder كاتدرائية قلب يسوع الأقدس) ist eine Kirche in der irakischen Stadt Kirkuk, die im Jahre 2001 geweiht wurde. Sie ist die Kathedrale des Erzbistums Kirkuk-Sulaimaniya der Chaldäisch-katholischen Kirche.

## Standort
Die chaldäisch-katholische Herz-Jesu-Kathedrale steht in Baglar, einem Neubauviertel der Stadt Kirkuk auf 339 m Meereshöhe.

## Geschichte
Die Christen von Kirkuk gehörten lange Zeit der Assyrischen Kirche des Ostens an, doch nach dem Schisma von 1553 wechselten mit der Zeit die Mitglieder zur neu gegründeten, mit Rom unierten Chaldäisch-katholischen Kirche. Das chaldäische Erzbistum Kirkuk (Karka d'Beth Sloch) wurde 1789 gegründet. Im Jahre 1838 waren von den 15.000 Einwohnern Kirkuks 300 Chaldäer. Im Jahre 1862 wurde auf demselben Hügel (Tell), auf dem sich auch die Zitadelle Kirkuk befindet, die chaldäische Kathedrale Umm al-Ahzan (أم الأحزان, Schmerzensmutter, lateinisch Mater Dolorosa) fertiggestellt. Ende des 19. Jahrhunderts waren unter den 30.000 Einwohnern Kirkuks bereits 800 Chaldäer, die meisten von ihnen im Stadtteil Koria 2 km von der Kathedrale. Diese verfiel im 20. Jahrhundert durch Vernachlässigung zusehends. 1961 wurde versucht, die alte Kathedrale durch Zement und Beton zu retten, doch stürzte sie schließlich ein und wurde aufgegeben.
Am 1. Juni 1997 begannen die Bauarbeiten für die chaldäische Herz-Jesu-Kathedrale in Kirkuk. Am 22. Juni 2001 waren die Arbeiten abgeschlossen. Somit verlagerte sich das christliche Leben Kirkuks in das Neubauviertel Baglar. Im Jahre 2018 waren von den 1,2 Millionen Einwohnern Kirkuks 5000 chaldäische Christen; im ganzen Erzbistum waren es 7000. Abgesehen von einer kleinen armenischen Gemeinde sind alle Christen der Stadt Chaldäer.

## Architektur
Die aus Stahlbeton gebaute chaldäische Herz-Jesu-Kathedrale von Kirkuk ist außen teilweise mit Steinen und innen mit Marmor verblendet. Sie ist eine dreischiffige Basilika mit frei stehenden Säulen mit quadratischem Querschnitt. Die Kirche hat eine neoklassizistische Fassade und ist mit Zinnen im babylonischen Stil geschmückt. Über der Eingangstür befindet sich eine Empore. Über dem leicht erhöhten Heiligtum im Osten ist ein großer steinerner Bogen mit Auszügen aus den vier Evangelien in arabischer Sprache. Der Hochaltar aus Marmor hat Geländer mit Engel-Skulpturen. An der Wand der Apsis ist ein großes hölzernes Kreuz des Heiligen Thomas. Die Seitenschiffe führen zu Seitenaltären, die der Jungfrau Maria und Sankt Josef geweiht sind.

## Bistum und Bischof
Die Chaldäisch-katholische Herz-Jesu-Kathedrale ist Sitz des 1960 errichteten chaldäisch-katholischen Erzbistums Kirkuk-Sulaimaniya (Dioecesis Amadiensis). Im Jahre 2017 hatte das Erzbistum Kirkuk-Sulaimaniya 5000 Gläubige in 6 Pfarreien mit 6 Priestern. Im Jahre 2013 waren es 7831 Gläubige in 8 Pfarreien mit 5 Priestern gewesen. Seit dem 11. Januar 2014 ist der am 21. Juni 1949 in Mossul geborene Yousif Thomas Mirkis Kirkuker Erzbischof.